# デヒドロアルテヌシン
デヒドロアルテヌシン(Dehydroaltenusin)は、哺乳類のDNAポリメラーゼαの阻害剤である。
ナシ黒斑病を引き起こす菌類Alternaria alternataから単離できる。